# Vierge sous serment
Ne doit pas être confondu avec Vierge sous serment (film).

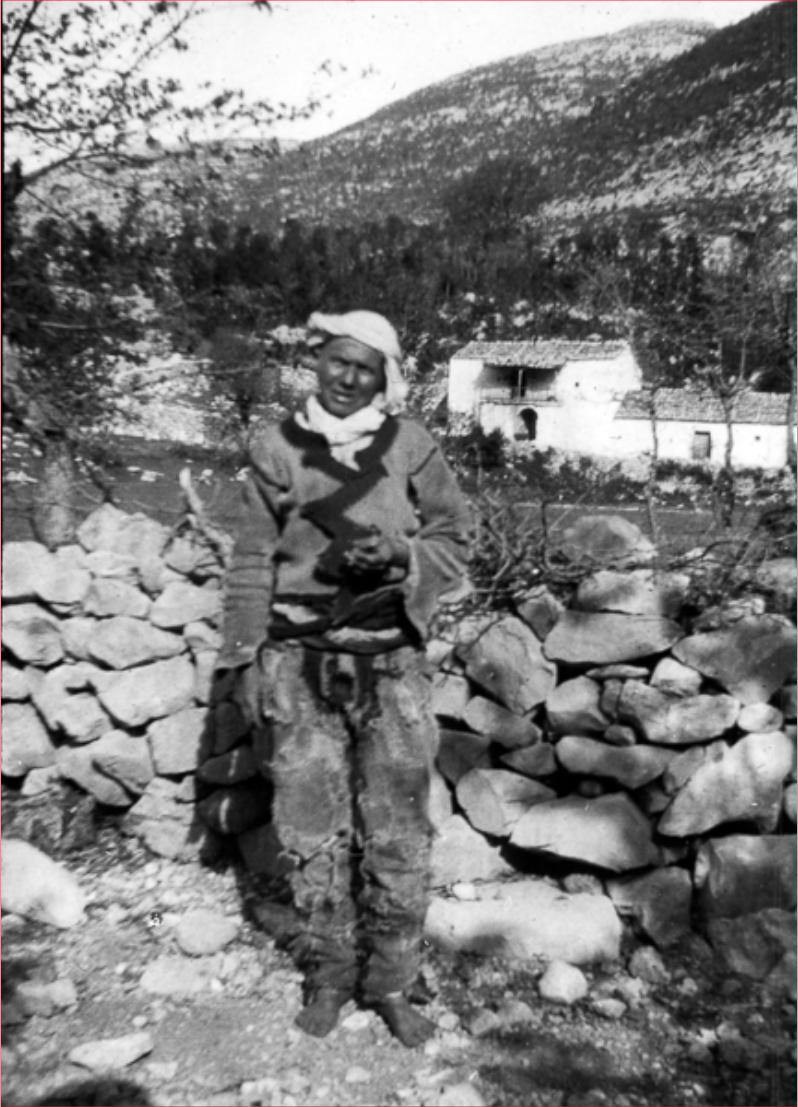
Une « vierge sous serment » de la tribu des Hoti, à Rrapshë, Albanie ottomane, début du XX.

Une vierge sous serment ou vierge jurée ou burrnesha (en albanais burrneshë, de burrë « homme », avec le suffixe féminin -neshë ; ou virgjineshë, « femme vierge ») désigne une femme, généralement albanaise, qui a choisi de vivre comme un homme.
Les vierges sous serment font vœu de chasteté et portent uniquement des vêtements masculins. En contrepartie de ce vœu, elles bénéficient de nombre d'avantages traditionnellement réservés aux hommes.
Cette pratique est surtout visible en Albanie, mais elle a aussi pu être observée dans d'autres pays des Balkans occidentaux, comme au Kosovo, en Macédoine, en Serbie ou au Monténégro,.
Bien que les termes burrneshë et virgjineshë soient majoritaires, ces femmes sont connues sous de multiples autres noms. Ainsi, elles peuvent être appelées mashkull autour de Shkodër, harambasa au Monténégro, tobelija en Bosnie, ostajnica dans les régions serbophones, sadik par les Turcs, etc..
Les vierges sous serment seraient la seule forme en Europe d'encadrement traditionnel et social des concepts de transgenre et de travestissement. Des pratiques similaires n'ont été observées que sur d'autres continents, par exemple parmi des peuples autochtones d'Amérique.

## Origines

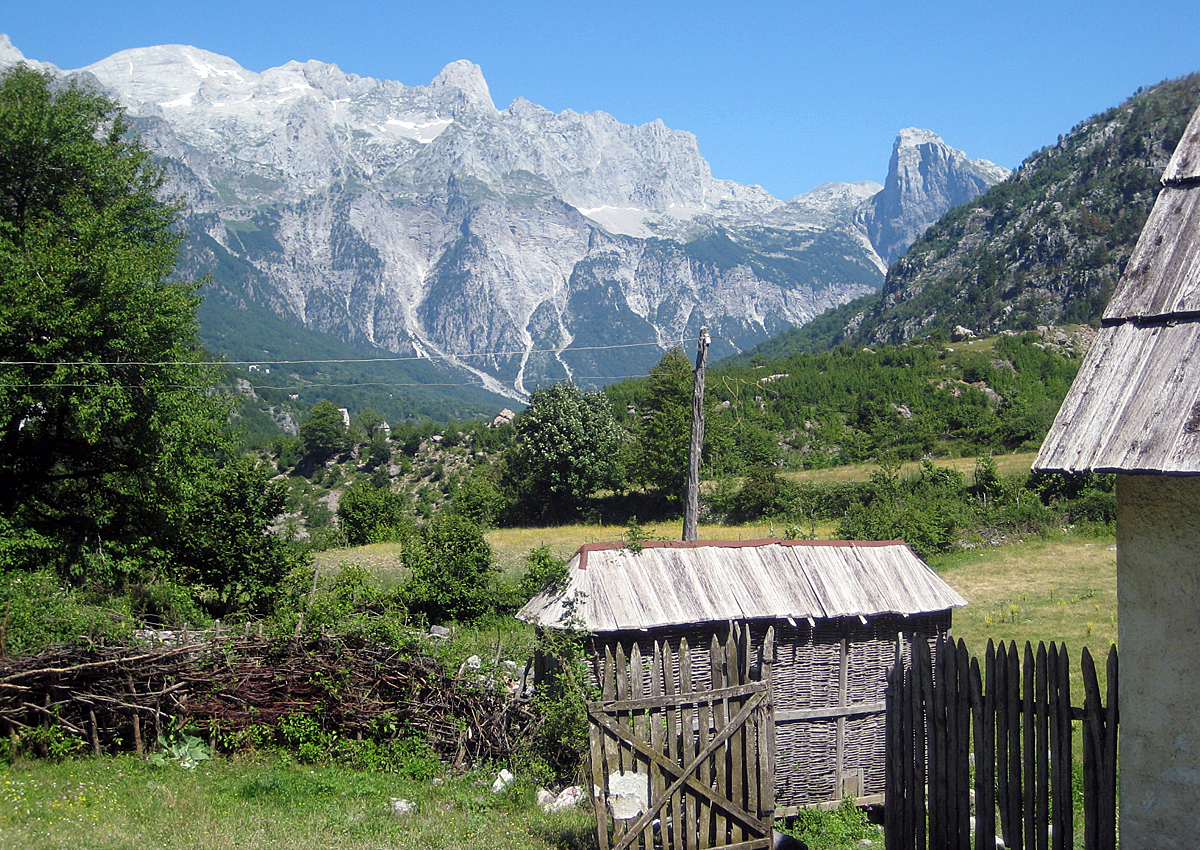
Paysage du nord de l'Albanie, où la tradition est la mieux implantée.

La tradition des vierges sous serment provient d'un kanun, soit un code pénal élaboré sous la domination ottomane. Le kanun en question est celui élaboré par Lekë Dukagjini, un noble contemporain de Skanderbeg, qui a vécu au XVe siècle. Ce kanun est resté en vigueur parmi les populations albanaises du nord du pays ainsi que du Kosovo du XVe siècle jusqu'au XXe siècle. Il n'avait pas de portée religieuse, et il était autant utilisé par les Albanais catholiques et orthodoxes que musulmans.
Ce kanun dispose que les familles doivent être patrilinéaires (les héritages passent par lignée masculine) et patrilocales (une femme mariée rejoint la famille de son époux). Selon le kanun, les femmes ont peu de droits : elles ne peuvent pas porter de montre, fumer, acheter des terres, voter lors d'élections locales, etc. Elles sont en fait considérées comme une propriété familiale,.
Des vierges sous serment ont été observées pour la première fois par des missionnaires, des voyageurs, des géographes et des anthropologues au XIXe siècle et au début du XXe siècle.

## Serment
Une vierge sous serment le devient en prononçant un serment irrévocable devant douze anciens d'un village ou d'une tribu. Elle s'engage à demeurer célibataire, et en contrepartie, elle est autorisée à vivre comme un homme. Elle a le droit d'avoir un nom d'homme, de porter des vêtements masculins, de posséder une arme à feu, de fumer, de boire de l'alcool, de faire un travail d'homme, de jouer de la musique, de participer aux conversations masculines, ainsi que d'agir en tant que chef de famille, par exemple si elle vit avec une sœur ou sa mère,,.
La société traditionnelle albanaise connaissait la vendetta, et le meurtre d'un homme pouvait être compensé par le versement d'une somme d'argent par la communauté de l'assassin. Le meurtre d'une femme ne comptait que pour la moitié de cette somme, sauf s'il s'agissait d'une vierge sous serment, dont la mort était considérée comme celle d'un homme.
Il n'y a pas de limite d'âge pour prononcer le serment, et la motivation peut venir de la volonté individuelle de la femme ou de ses parents. Briser ce serment était initialement puni par la mort, mais une telle condamnation n'est certainement plus en vigueur aujourd'hui. Néanmoins, de nombreuses vierges ne veulent pas rompre leur serment par peur d'être ensuite rejetées par la société.
Dans les cas rencontrés à la fin du XXe siècle, plus que le serment, c'est la masculinisation des signes extérieurs du genre qui est prise en compte pour déterminer l'appartenance de ces femmes à un statut masculin, alors que précédemment, les femmes qui accédaient à ce statut n'avaient pas d'obligations en la matière, et ne se masculinisaient généralement pas si la raison de leur engagement était d'échapper à un mariage arrangé.

## Motivations
Les motivations pour devenir une vierge jurée sont principalement de deux ordres. Le premier est le déficit en hommes de la famille. Ce déficit était fréquent car tous les hommes d'une même famille pouvaient être tués dans le cadre de vendettas. La désignation ou l'auto-désignation d'une femme au statut de vierge jurée permettait alors à la famille de survivre, en autorisant cette fille à gérer les biens familiaux et à travailler la terre, ce qu'une femme normale n'aurait pu faire. Cette motivation persiste dans les cas rencontrés à la fin du XXe siècle.
Lorsqu'elle était à l'initiative de la femme, il s'agissait le plus souvent d'échapper à un mariage arrangé, sans déshonorer le fiancé et sa famille. La perte du statut féminin, et en premier lieu le renoncement à la procréation, permettait de sauver la face pour la famille du fiancé abandonné. Ce statut permettait d'échapper aux limitations des droits des femmes, qui étaient considérées alors par le kanun comme de simples marchandises à échanger contre une dot, ce qui pouvait pousser des femmes à devenir vierges jurées pour des raisons d'émancipation : en accédant au statut d'homme, elles obtenaient plus de liberté, n'étaient plus condamnées à passer leur vie sous la domination d'un mari et pouvaient hériter des biens de leur père. Les mariages arrangés ayant fortement diminué voire disparu, et le communisme ayant mis fin légalement à cette pratique et reconnu une certaine égalité entre hommes et femmes, cette motivation d'échapper à un mariage arrangé est elle aussi tombée en désuétude.
Enfin, comme le tabou porte de nos jours plus sur la procréation que sur l'abstinence sexuelle, le statut permet à certaines femmes de vivre leur homosexualité dans le cadre des normes sociales, en cohabitant avec leur « sœur spirituelle ».

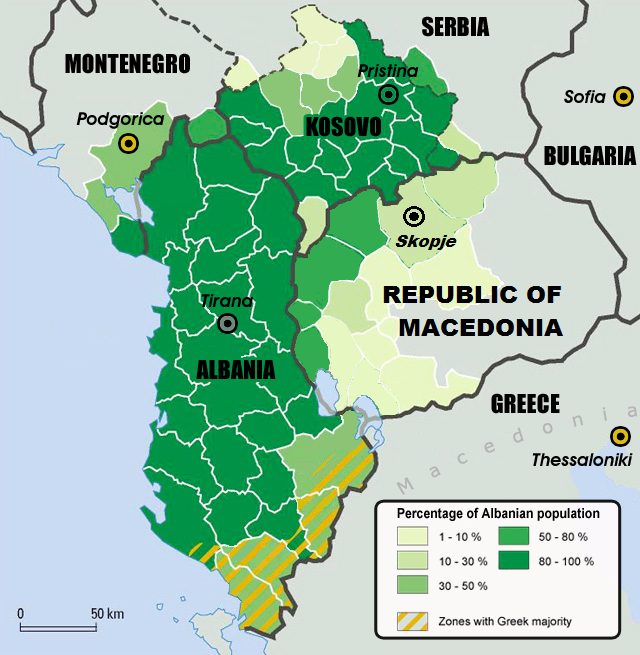
Répartition de la population albanaise (en vert) dans les Balkans occidentaux.

## Nombre
Les vierges sous serment n'existent plus en Dalmatie ni en Bosnie, mais la tradition perdure dans le nord de l'Albanie, ainsi qu'en Macédoine du Nord d'une façon plus modeste. La pratique est en partie tombée en désuétude pendant la période communiste, car les femmes ont alors gagné de nombreux droits et elles ont atteint une place de plus en plus proche de celle des hommes dans la société. Cependant, les traditions patriarcales ont beaucoup mieux résisté dans le nord de l'Albanie que dans le reste du pays. Le nombre de vierges sous serment était estimé entre quarante et quelques centaines en Albanie en 2008, tandis que des nombres plus restreints pouvaient être observés dans les pays voisins. La plupart ont plus de cinquante ans. La pratique pourrait connaître un regain car la vendetta ainsi que les modèles sociaux traditionnels ont ressurgi après la chute du régime communiste albanais en 1991.

## Films traitant le sujet
- 2015 : Vierge sous serment de Laura Bispuri
- 2016 : Wild Flower de Fathia Bazi
- 2019 : Les vierges sous serment - Une tradition ancestrale en Albanie de Kristine Nrecaj et Berthe Templin
- 2021 : Vierge d'Albanie de Bujar Alimani (sq)

## Exposition
- Sworn Virgins - Photographies de Pepa Hristova (en)} du 28 novembre au 23 décembre 2015 et du 04 au 10 janvier 2016 à l'Abbaye de Neimënster, Luxembourg[14].

## Source
- (en) Cet article est partiellement ou en totalité issu de l’article de Wikipédia en anglais intitulé « Albanian sworn virgins » (voir la liste des auteurs).